# Ohleriaceae
Ohleriaceae is een familie van de  Ascomyceten. Het bevat alleen het geslacht Ohleria.